# 高野八誠
高野八誠（日语：たかの はっせい，1978年1月9日—），日本演員、導演，出生地位於日本千葉縣，所屬事務所為vesta。於千葉縣立千葉大宮高等學校畢業。
他最著名的角色是在《超人力霸王系列》作品《超人力霸王蓋亞》中飾演第二男主角「藤宮博也」。

## 經歷
1989年，高野在電視劇《七色村》中以童星身份出道。最初以津田充博的名義進行活動。之後他將藝名改為本名高野八誠。
1998年至1999年之間，他在圓谷製作的特攝劇《超人力霸王蓋亞》中，以飾演第二男主角藤宮博也/超人力霸王亞格而知名。最初曾對於蓋亞的角色進行了試鏡。
在東映《假面騎士系列》方面，高野於2002年特攝劇《假面騎士龍騎》中飾演常設角色手塚海之/假面騎士Raia（海鰩），並於2005年出演電影《假面骑士_THE_FIRST》，飾演假面騎士二號/一文字隼人。因而成為首位主演兩大特攝英雄系列的演員。2004年，高野還與國際知名音樂家MIYAVI一起登場於電影《我》中。
2006年6月，與共同出演《蓋亞》的石田裕加里結婚，兩人育有1女2子。近年，他曾眾籌《CAMPFIRE》而舉辦募集資金企劃，並拍攝中篇特攝電影《HE-LOW》三部曲作為導演處女作。當前他仍活躍於特攝業，並定期參與《蓋亞》相關的訪談、見面會等活動。

## 出演

### 電視劇
- 七色村（1989年、NHK） - 一郎 役
- 12小時超廣角劇 宮本武藏（1990年電視劇）（日语：宮本武蔵 (1990年のテレビドラマ)）（1990年1月2日、東京電視台） - 城太郎（少年時代） 役
- 山村美沙：懸疑少女哲學之路（1990年4月2日、關西電視台）
- 週四金劇：卒業 父と母の偏差値（1990年7月12日）
- 學校戰爭（日语：スクールウォーズ2） 第5話「泣くな妹よ!」 （1990年、TBS） - 水口征二（少年期） 役
- 大河劇 太平記（1991年） - 足利貞氏（日语：足利貞氏） 役
- 週一特別劇（日语：月曜ドラマスペシャル） 精神外科醫師（1992年11月16日、TBS）
- コールMe（1997年5月、東京電視台） - 大野紀基 役
- 週末劇（日语：ウイークエンドドラマ） 網絡美少女端粒（日语：サイバー美少女テロメア） CYBER 2 サイコレイパー（1998年4月、朝日電視台） - 楠田レイジ 役
- 美少女H（日语：美少女H） 第3話「ありふれた事件」（1998年5月4日、富士電視台） - アキラ 役
- 超人力霸王系列
  - 超人力霸王蓋亞（1998年9月5日 - 1999年8月28日、每日放送） - 藤宮博也 役
  - 超人七號X（2007年10月5日 - 12月21日、TBS） - 尾形朔 役
  - 超人力霸王列傳 第95・96話（2013年4月24日・5月1日、東京電視台） - 藤宮博也 / 超人力霸王亞格役
- 天然少女萬NEXT（1999年、WOWOW）
- 傳說的教師（日语：伝説の教師）（2000年、日本電視台）
- 週六晚間劇場（日语：土曜ナイトドラマ (ABC)） 現在沒有職位空缺（日语：ただいま満室） 第9話「さよならラブホの恋物語」（2000年12月9日、朝日電視台） - 相沢直之 役
- Project-C （2001年、TBS WEBシネマ） -  藤本浩司 役
- 假面騎士系列（朝日電視台）
  - 假面騎士龍騎 第13 - 23話（2002年4月28日 - 7月7日） - 手塚海之 / 假面騎士Raia（海鰩） 役[7]
    - 假面騎士龍騎劇場版 13RIDERS（2002年9月19日） - 手塚海之 / 假面騎士Raia（海鰩） 役

  - 假面騎士Drive 第48話〈特別編〉（2015年9月27日） - 岡村敬助 役
- 獨狼和幼崽（日语：子連れ狼 (北大路欣也版)） 第9話（2002年12月9日、朝日電視台） - 篠原平吉 役
- 68 FILMS SAMURAI SHORTS キラー・ジョー（2003年1月、BS-i） - ジョー 役
- 京都迷宮案内5（日语：京都迷宮案内5） 第9話 （2003年3月6日、朝日電視台）
- 戀愛星期天（日语：恋する日曜日） ファーストシーズン 第19話（2003年8月10日、BS-i） - ユウジ 役
- 週一劇場（日语：ドラマシリーズ） 夢見葡萄（日语：夢みる葡萄〜本を読む女〜）（2003年、NHK） - 水野 役
- 初体験天使（2004年、名古屋電視台） - 洋介 役
- 柳生十兵衛七番勝負（日语：柳生十兵衛七番勝負）（NHK） - 西岡大次郎 役
  - 木曜時代劇 (NHK)（日语：木曜時代劇 (NHK)）柳生十兵衛七番勝負（日语：柳生十兵衛七番勝負）（2005年4月1日 - 5月6日）
  - 木曜時代劇（日语：木曜時代劇） 柳生十兵衛七番勝負 島原の乱（日语：柳生十兵衛七番勝負 島原の乱）（2006年4月6日 - 5月25日）
  - 木曜時代劇 柳生十兵衛七番勝負 最後の闘い（日语：柳生十兵衛七番勝負 最後の闘い）（20074月5日 - 5月31日）
- 遠山之金先生（日语：遠山の金さん (2007年のテレビドラマ)） 第6話「消えた母!! 金さんの危機と不良息子の愛…」（2007年2月27日、朝日電視台） - 卯之吉 役
- 魔法老師尼吉瑪！（日语：MAGISTER NEGI MAGI 魔法先生ネギま!） 11時限目 / 12時限目（2007年12月12日 - 12月19日） - ナギ・スプリングフィールド 役
- RH+吸血鬼之夜（日语：RHプラス）（2008年、全國獨立放送協議會） - きよい 役
- 手機搜查官7（2008年4月2日 - 2009年3月18日） - 間明蔵人 役
- 東京電視臺週五晚間八點時代劇 密命 寒月霞斬り（日语：密命 寒月霞斬り） 第5話（2008年5月30日、東京電視台）
- 新・科搜研之女 第7話（2008年6月5日、朝日電視台） - 塚本渡 役
- 聆聽狂熱 09（日语：裁判長!ここは懲役4年でどうすか#テレビドラマ） 第4話（2009年11月12日、讀賣電視台）
- 紅蘿蔔檢察官：京都篇（日语：赤かぶ検事奮戦記） 第4話（2010年2月3日、TBS）
- 満福少女ドラゴネット（日语：満福少女ドラゴネット） 2010年7月、神奈川電視台） - 宮坂健之助 役
- 牙狼〈GARO〉～魔戒閃騎～ 第6話（2011年11月10日、朝日電視台） - 庄内眞人 役
- Soreike! 电子王牌（日语：電エース#概要）（2012年、Kids_Station） - 電五郎 役

### 電影
- 我的兒子（日语：息子 (映画)）（1991年） - 浅野哲夫（少年期） 役
- ザ・中学教師（日语：ザ・中学教師）（1992年）
- 法式沙拉醬（1998年）
- 漩渦（2000年） - 津村一樹 役
- 想要保護你（日语：守ってあげたい!#映画版）（2000年） - コージ 役
- 不吉波普系列（2000年） - 早乙女正美 役
- 暮光之城～畢業～（日语：トワイライトシンドローム〜卒業〜）（2000年） - 神谷敦史 役
- 惹鬼回路（2001年）
- 生態生態扎拉克（日语：エコエコアザラク#EKOEKO AZARAK エコエコアザラク）（2001年） - ケンジ 役
- 獅子的血脈（2001年） - 実 役
- 狂暴的靈魂（2002年） - 勝敏 役
- 烈火（2002年） - 清水 役
- 新 影之軍團系列（日语：新 影の軍団シリーズ） - 妖騎 役
  - 新 影之軍團 序章 伊賀対甲賀対風魔（2003年）
  - 新 影之軍團 第二章（2003年）
  - 新 影之軍團 第参章 〜地雷火〜（2003年）
  - 新 影之軍團 〜地雷火〜 第四章（2003年）
  - 新 影之軍團 第五章 服部半蔵VS陰陽師（2005年）
  - 新 影之軍團 〜最終章〜 服部半蔵最期の戦い（2005年）
- カクト（2003年7月26日） - マコト 役
- 我（2003年） - 西尼 役
- 鬼来电（2004年） - 志摩 役
- 陰詩「シンドローム」（2004年） - アキラ 役
- 零<ZERO>（2004年） - 久我松男 役
  - 高野八誠 in 零<ZERO> COUNTDOWN TO ZERO
- NO MUSIC,NO LIFE.（2004年） - 井本要 役
- 武士 NIPPON（2004年） - 竜太郎 役
- D.P（2004年） - 播磨 役
- 以藏（2004年） - 男蝶 役
- 無論是森林還是蔚藍的大海（2004年） - 田中隆弘 役
- 木津和划痕（日语：キスとキズ）（2004年） - 香坂俊 役
- STRAY SHEEP（2004年） - 榮太郎 役
- Break Out!（2005年） - 鈴木一郎 役
- 輕輕地煮我（2005年） - ジュン 役
- DV（2005年） - 前田隆 役
- 聖血天使～心之姐妹～（2005年） - 宇梶壮一郎 役
- FLOWERS（2005年） - 赤目 役 ※友情出演
- 戦 IKUSA（2005年） - 御堂一沙 役
- 鍵がない（2005年） - 北川淳 役
- 睡花（日语：スリーピングフラワー）（2005年） - 浅田正午 役
- 假面騎士系列
  - 假面骑士 THE FIRST（2005年） - 一文字隼人 / 假面騎士2號 役
  - 假面骑士 THE NEXT（2007年） - 一文字隼人 / 假面騎士2號 役
- Ai-Oi（2006年） - 田嶋裕作 役
- チェンジ!（2006年） - 俊夫 役
- ここにいる 廃墟都市伝説（2006年） - 楠田浩二 役
- colors 颜色（2006年） - 高野賢作 役
- 戦〜第弐戦 二本松の虎（日语：戦〜第弐戦 二本松の虎）（2006年） - 御堂一沙 役
- 贤宰（2006年） - 加納純 役
- saru phase three（2007年） - 福家稔
- 大阪府警潜入捜査官（日语：大阪府警潜入捜査官）（2007年） - ケンジ 役
- 康纳托纳诺科（日语：コンナオトナノオンナノコ）（2007年） - 鹿島 役
- 実録・連合赤軍 あさま山荘への道程（日语：実録・連合赤軍 あさま山荘への道程）（2008年） - 加藤能敬（日语：加藤能敬） 役
- 秘密潜入捜査官 ワイルドキャッツ in ストリップ ロワイアル（日语：秘密潜入捜査官 ワイルドキャッツ in ストリップ ロワイアル）（2008年） - 長谷部肇 役
- 大決戰!超人力霸王8兄弟（2008年） - 藤宮博也 役
- 战国伊贺之乱（2009年）
- 御所所 （2009年）
- 爆走ドリフトR（2009年）
- 20世紀少年 最終章（2009年）
- 天牌 黒沢最終決戦史（2010年）
- 恋谷橋（2011年）
- アサシン（日语：アサシン）（2011年）
- 寄性獸醫·鈴音 GENESIS×EVOLUTION（2011年） - 鬼頭高哉 役
- パーティは銭湯からはじまる（2012年） - 鳥谷 役
- 兩次死亡 Wowakatsumade...（日语：死ガ二人ヲワカツマデ…）（2012年）
- 絕狼〈ZERO〉-DRAGON_BLOOD-（2014年） - 仲井間コウスケ 役
- 假面骑士Geats×Revice MOVIE Battle Royale（2022年）— 手冢海之/假面骑士海鳐（声）

### 非戲院首映
- 超人力霸王蓋亞：蓋亞再臨（2001年） - 藤宮博也 役

### 網路劇
- 超人力霸王Orb THE ORIGIN SAGA 第9話 - 最終話（2017年2月20日 - 3月13日、亞馬遜Prime影音） - 藤宮博也  役
- 假面騎士ZI-O_外傳_RIDER_TIME#RIDER_TIME_假面騎士龍騎 第1話・2話（2019年3月31日・4月7日、ビデオパス） - 手塚海之 / 假面騎士Raia（海鰩） 役[7]

### 遊戲
- 假面騎士龍騎（2002年、PS） - 假面騎士Raia（海鰩） 役
- 全假面騎士：Rider Generation（日语：オール仮面ライダー ライダージェネレーション）（2016年、任天堂3DS） - 仮面騎士2號（THE FIRST） 役

### 活動事件
- 超人力霸王祭2001 - 超人力霸王亞格 役

### 其他
- COMPLETE SELECTION MODIFICATION V BUCKLE（2018年12月、玩具） - 手塚海之 / 假面騎士Raia 役

## 監督
- HE-LOW（2018年）
- HE-LOW THE SECOND（2019年）
- HE-LOW THE FINAL（2022年）

## 外部連結
- 高野八誠公式プロフィール （页面存档备份，存于）（vesta）
- 高野八誠的X（前Twitter）
- 高野八誠のページ
- Hassei Fan's Space